# 豐田2000GT
豐田2000GT（英語：Toyota 2000GT），豐田汽車與山葉發動機共同研發的前中置後驅兩座位超级跑車、豪華旅行車，造型類似法拉利在1962至1964年生產的競速車250 GTO。豐田2000GT於1965年在東京車展首次向外發布，於1967至70年間一共生產了351台，是當時豐田的光環車（halo car）。2013年，一輛豐田2000GT於拍賣中錄得1.2百萬美元的成交價。此車款亦曾以敞篷式樣（無銷售）出現於1967年詹姆士·龐德電影《鐵金剛勇破火箭嶺》（又譯：雷霆谷）之中。
2000GT革新了汽车界对日本的看法，当时日本被视为生产模仿和过于实用的车辆的国家。作为一款流线型、高性能的快背轿跑车，它展示了日本汽车制造商能够生产与欧洲顶级品牌竞争的跑车。在1967年，《Road & Track》杂志对一款预生产的2000GT进行了评测，并将其总结为“我们驾驶过的最激动人心、最愉快的汽车之一”，并与保时捷911进行了对比，评价颇高。今天，2000GT被视为第一款真正具有收藏价值的日本汽车，也是日本的第一款超级跑车。2013年，2000GT的拍卖价格曾高达120万美元。

## 伸延閱讀
- Yoshikawa, Shin. . K.A.I. Lebec, California U.S.A. 2002. ISBN 0-932128-10-6.
- Langworth, Richard M. . Gettysburg: Lincolnwood, Illinois: Publications International. 2000. ISBN 0-7853-0971-3.
- . Japanese Nostalgic Car.   [January 2, 2007]. （原始内容存档于July 4, 2007）.
- . Chicago Sun-Times.   [August 22, 2004]. （原始内容存档于2005-03-08）.
- . London Free Press.   [August 22, 2004]. （原始内容存档于August 22, 2004）.
- Zimmerman, Martin. . Los Angeles Times. October 13, 2007  [October 15, 2007]. （原始内容存档于November 5, 2007）.
- Crowe, James T. (编). . Road & Track Road Test Annual. 1968: 110–113.
- Top Gear episode "Bond Cars"